# Jarocin (Braniewo)
Pour les articles homonymes, voir Jarocin (homonymie).
Jarocin est un village polonais de la voïvodie de Varmie-Mazurie, dans le powiat de Braniewo.